# Arizona-Koalition

Flagge Arizonas

Arizona-Koalition bezeichnet in Belgien eine Regierungskoalition mit wechselnder Parteizusammensetzung. Der Begriff wird in Anlehnung an die Farben der Flagge Arizonas verwendet und ist primär in Belgien gebräuchlich. In anderen Ländern existieren keine vergleichbaren Regierungsbündnisse unter diesem Namen.

## Zusammensetzung
Die Bezeichnung „Arizona-Koalition“ verweist auf die Parteifarben der beteiligten politischen Gruppierungen, die sich in der Flagge des US-Bundesstaates Arizona widerspiegeln. Aktuell bezieht sich der Begriff auf die amtierende Regierungskoalition in Belgien, bestehend aus fünf Parteien. Vor dem Ausstieg der Parti Socialiste (PS) und der Open VLD bestand sie aus folgenden sieben Parteien:
| Farbe  | Partei                                          | Kürzel   | Positionierung      |
| ------ | ----------------------------------------------- | -------- | ------------------- |
| gelb   | Nieuw-Vlaamse Alliantie (flämisch)              | N-VA     | nationalistisch     |
| rot    | Vooruit (flämisch)                              |          | sozialdemokratisch  |
| rot    | Parti Socialiste (frankophon)                   | PS       | sozialdemokratisch  |
| orange | Christen-Democratisch en Vlaams (flämisch)      | CD&V     | christ-demokratisch |
| orange | Les Engagés (frankophon)                        |          | christ-demokratisch |
| blau   | Open Vlaamse Liberalen en Democraten (flämisch) | Open VLD | liberal             |
| blau   | Mouvement Réformateur (frankophon)              | MR       | liberal             |

## Geschichte
Nach der Parlamentswahl in Belgien 2019 ergaben sich zwei wesentliche Koalitionsoptionen. Aufgrund der starken Fragmentierung der Parteienlandschaft umfassten beide Möglichkeiten mehrere politische Lager und zahlreiche Parteien. Eine der Optionen, eine Regierung ohne die flämischen Nationalisten, wurde als „Vivaldi-Koalition“ bekannt und nach 493 Tagen am 1. Oktober 2020 als Regierung De Croo vereidigt. Parallel dazu wurde über ein alternatives Bündnis diskutiert, das flämische Nationalisten, Christdemokraten, Liberale und Sozialisten vereinen sollte. Der Begriff „Arizona-Koalition“ wurde in diesem Zusammenhang erstmals verwendet.
Der Name „Arizona-Koalition“ wurde von Jan Vermeulen (CD&V), dem ehemaligen Bürgermeister von Deinze in der Provinz Ostflandern, vorgeschlagen. Im Januar 2020 setzte er sich für eine Koalition ein, die die stärksten Parteien der beiden großen Sprachgemeinschaften Belgiens einbinden sollte.
Bei der Parlamentswahl in Belgien 2024 erlitt die „Vivaldi-Koalition“ eine deutliche Niederlage, während die N-VA erneut als stärkste Partei hervorging. Deren Vorsitzender Bart De Wever wurde von König Philippe zunächst zum Informateur ernannt – ein Regierungsbildungsauftrag, der mehrfach verlängert wurde. Nach erfolgreichen Koalitionsverhandlungen zwischen fünf Parteien erhielt De Wever am 31. Januar 2025 den Auftrag zur Regierungsbildung als Formateur. Die entstehende Koalition wurde als „Arizona-Koalition“ bezeichnet. Die Regierung De Wever wurde schließlich am 3. Februar 2025 vereidigt.
Ursprünglich umfasste die „Arizona-Koalition“ auch die wallonischen Sozialisten und die flämischen Liberalen. Beide Parteien entschieden sich jedoch aufgrund erheblicher Stimmverluste bei den Wahlen 2024 für die Opposition. Die wallonischen Christdemokraten traten 2019 noch unter dem Namen Centre Démocrate Humaniste (CDH) auf und teilten mit ihrer flämischen Schwesterpartei CD&V die Parteifarbe Orange. Nach ihrer Niederlage im Jahr 2019 zogen sie sich in die Opposition zurück, änderten ihr Programm, die Parteiführung sowie den Parteinamen. Bei den Wahlen 2024 traten sie als Les Engagés an, wobei Türkis zur neuen Parteifarbe wurde. Obgleich diese Farbe nicht in der Flagge Arizonas vorkommt, blieb der Begriff „Arizona-Koalition“ erhalten.